# Peter Štefančič
Peter Štefančič, slovenski smučarski skakalec, * 3. marec 1947, Kranj.
Peter Štefančič je za Jugoslavijo nastopil na Zimskih olimpijskih igrah 1968 v Grenoblu ter na Zimskih olimpijskih igrah 1972 v Saporu. V Grenoblu je na veliki skakalnici dosegel 38. mesto, v Saporu pa je bil na veliki skakalnici 48., na srednji pa deseti. Med letoma 1968 in 1987 je nastopal na tekmah turneje štirih skakalnic, najboljšo uvrstitev je dosegel 7. januarja 1968, ko je v Bischofshofnu osvojil 25. mesto.